# Al Cake Wichard
Albert „Al“ „Cake“ Wichard (* 15. August 1919  in Welbourne (Arkansas); † 14. November 1959 in Los Angeles) war ein US-amerikanischer Musiker des Jazz und Rhythm and Blues (Schlagzeug, Gesang).

## Leben und Wirken
Wichard spielte Mitte der 1940er-Jahre in Los Angeles bei Illinois Jacquet und Jay McShann, außerdem wirkte in dieser Zeit bei Plattenaufnahmen von Hadda Brooks, Wynonie Harris, Duke Henderson, Russell Jacquet, Jesse Price, King Perry, Pete Johnson, Loumell Morgan, James Von Streeter, Gene Phillips und Smiley Turner mit. 1946 spielte er zwei Titel unter eigenem Namen für das Label Modern Records ein, Slow Down Baby (Gesang Jesse Perry) und Died You Ever Love a Woman? mit Duke Henderson als Vokalist. 1947/48 folgten weitere Titel für Modern in Sextettbesetzung wie Boogie Woogie Downstairs; in Wichards Band spielten u. a. Frank Sleets (as), Jay McShann, mit Jimmy Witherspoon als Vokalist in Pinocchio Blues, Same Old Blues und Your Red Wagon. In den frühen 50ern arbeitete er noch Jimmy Jackson, Jimmy Witherspoon und zuletzt 1954 mit King Perry. Im Bereich des Jazz war er zwischen 1945 und 1954 an 36 Aufnahmesessions beteiligt.

## Diskographische Hinweise
- Cake Walkin': The Modern Reccordings 1947-48 (Ace)